# Horné Trhovište
Horné Trhovište est un village de Slovaquie situé dans la région de Trnava.

## Histoire
Première mention écrite du village en 1332.

## Démographie

### Évolution de la population
| Année:               | 1994. | 2004.   | 2014.    | 2024.   |
| -------------------- | ----- | ------- | -------- | ------- |
| Nombre de personnes: | 578   | 548     | 604      | 574     |
| Différence:          |       | -5,19 % | +10,21 % | -4,96 % |

| Année:               | 2023. | 2024.   |
| -------------------- | ----- | ------- |
| Nombre de personnes: | 578   | 574     |
| Différence:          |       | -0,69 % |